# Uganda na Mistrzostwach Świata w Lekkoatletyce 2017
Uganda na Mistrzostwach Świata w Lekkoatletyce 2017 – reprezentacja Ugandy podczas mistrzostw świata w Londynie liczyła 22 zawodników, którzy zdobyli 1 medal.

## Zdobyte medale
| Medal  | Zawodnik         | Konkurencja           | Rezultat | Data       |
| ------ | ---------------- | --------------------- | -------- | ---------- |
| srebro | Joshua Cheptegei | bieg na 10 000 metrów | 26:49,93 | 4 sierpnia |

## Skład reprezentacji
Mężczyźni
| Zawodnik          | Konkurencja                   | Eliminacje | Eliminacje | Półfinał | Półfinał | Finał    | Finał   |
| Zawodnik          | Konkurencja                   | Rezultat   | Pozycja    | Rezultat | Pozycja  | Rezultat | Pozycja |
| ----------------- | ----------------------------- | ---------- | ---------- | -------- | -------- | -------- | ------- |
| Abu Salim Mayanja | bieg na 800 metrów            | 1:48,11    | 35.        | NQ       | NQ       | NQ       | NQ      |
| Ronald Musagala   | bieg na 1500 metrów           | 3:42,75    | 15. Q      | 3:42,01  | 21.      | NQ       | NQ      |
| Jacob Kiplimo     | bieg na 5000 metrów           | 13:30,92   | 22.        | —        | —        | NQ       | NQ      |
| Stephen Kissa     | bieg na 5000 metrów           | 13:32,86   | 29.        | —        | —        | NQ       | NQ      |
| Joshua Cheptegei  | bieg na 10 000 metrów         | —          | —          | —        | —        | 26:49,93 | srebro  |
| Moses Kurong      | bieg na 10 000 metrów         | —          | —          | —        | —        | 27:50,71 | 18.     |
| Timothy Toroitich | bieg na 10 000 metrów         | —          | —          | —        | —        | 27:21,09 | 14.     |
| Robert Chemonges  | maraton                       | —          | —          | —        | —        | 2:21,24  | 43.     |
| Munyo Mutai       | maraton                       | —          | —          | —        | —        | 2:13,29  | 11.     |
| Jacob Araptany    | bieg na 3000 m z przeszkodami | 8:25,86    | 15. q      | —        | —        | 8:49,18  | 14.     |
| Albert Chemutai   | bieg na 3000 m z przeszkodami | 8:23,18    | 8. q       | —        | —        | 8:25,94  | 10.     |
| Boniface Sikowo   | bieg na 3000 m z przeszkodami | 8:43,86    | 35.        | —        | —        | NQ       | NQ      |

Kobiety
| Zawodniczka         | Konkurencja                   | Eliminacje | Eliminacje | Półfinał | Półfinał | Finał    | Finał   |
| Zawodniczka         | Konkurencja                   | Rezultat   | Pozycja    | Rezultat | Pozycja  | Rezultat | Pozycja |
| ------------------- | ----------------------------- | ---------- | ---------- | -------- | -------- | -------- | ------- |
| Dorcus Ajok         | bieg na 800 metrów            | 2:02,98    | 34. Q      | 2:02,00  | 21.      | NQ       | NQ      |
| Halima Nakaayi      | bieg na 800 metrów            | 2:01,80    | 23. Q      | 2:01,74  | 19.      | NQ       | NQ      |
| Winnie Nanyondo     | bieg na 800 metrów            | 2:02,65    | 29.        | NQ       | NQ       | NQ       | NQ      |
| Esther Chebet       | bieg na 1500 metrów           | 4:14,12    | 40.        | NQ       | NQ       | NQ       | NQ      |
| Mercyline Chelangat | bieg na 5000 metrów           | 15:16,75   | 22.        | —        | —        | NQ       | NQ      |
| Stella Chesang      | bieg na 5000 metrów           | 15:23,02   | 24.        | —        | —        | NQ       | NQ      |
| Mercyline Chelangat | bieg na 10 000 metrów         | —          | —          | —        | —        | 31:40,48 | 13.     |
| Peruth Chemutai     | bieg na 3000 m z przeszkodami | 9:43,04    | 20.        | —        | —        | NQ       | NQ      |